# Kersten Jodexnis

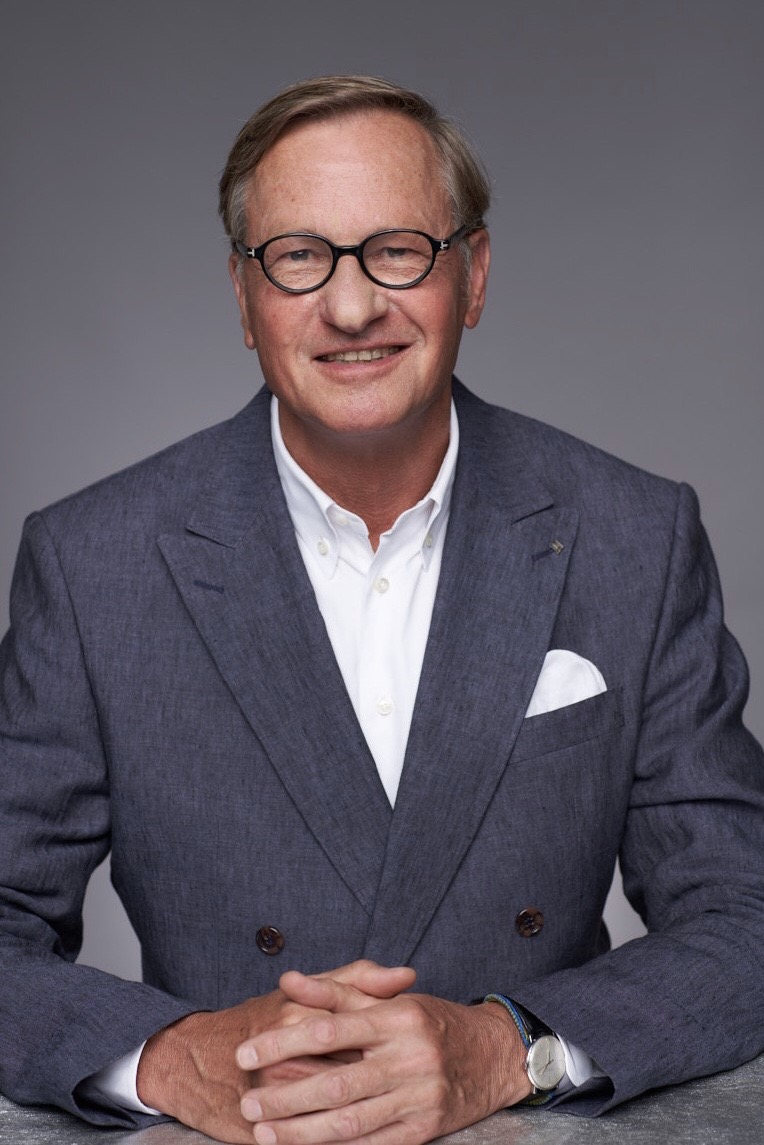
Kersten Jodexnis (2020)

Kersten Jodexnis (* 29. Dezember 1956 in Berlin) ist ein deutscher Versicherungsunternehmer, Investor und Motorsportler aus Hannover. Er hat die Versicherungs-Generalagentur, die sein Großvater Karl Jodexnis 1952 gegründet hat und sein Vater Kurt Jodexnis weitergeführt hat, in dritter Generation übernommen und zu einem Unternehmensverbund im Versicherungswesen ausgebaut. Er ist Mitbegründer der Wertgarantie Group, der Hübener Versicherungs AG sowie der Real Garant Versicherung AG.

## Leben
Nach dem Wirtschaftsabitur 1974 in Hannover und einer Tauchlehrerausbildung auf spanischen Inseln schloss Kersten Jodexnis von 1976 bis 1978 eine Ausbildung zum Versicherungskaufmann in Hannover ab und sammelte erste Auslandserfahrungen in London und Graz. 1981 folgte eine Brokerausbildung bei Willis, Faber & Dumas in London. Seitdem ist er Underwriting Member von Lloyd’s, London. Kersten Jodexnis lebt in Hannover und hat einen Sohn und eine Tochter.

## Berufliche Laufbahn
Kersten Jodexnis hat seine berufliche Laufbahn 1981 als Vorstandsassistent bei der Elektro-Dauer-Garantie Reparaturversicherung AG in Hannover begonnen. Er ist als geschäftsführender Gesellschafter der WERTGARANTIE Vorgängergesellschaft Video Wartungsring GmbH & Co. dieser Gruppe seit 1979 verbunden. Unter anderem hat er Geschäftsführerpositionen bei Cotronic Computergroßhandel GmbH & Co. KG in Graz, Vereinigte Versicherungsmakler GmbH in Chemnitz, Race Car Cover Versicherungsmakler GmbH und Hygolet Rent GmbH, Hannover bekleidet.
Seit 1989 ist er Geschäftsführer der JODEXNIS Versicherungsmakler GmbH in Hannover. Mit dem Unternehmen hat er sich unter anderem auf die Versicherung von Lifestyle-Produkten wie Smartphones, Haustiere und Rennfahrzeuge und auch Rennfahrer spezialisiert. Die Wertgarantie SE, deren Hauptaktionär Jodexnis ist, ist mit mehr als 1.040 Beschäftigten und 400 Millionen Euro Bruttobeitragseinnahmen ein etablierter Nischenversicherer. Kersten Jodexnis hält über 30 Prozent, seine Familie insgesamt über 90 Prozent am Unternehmen. Als besondere Verdienste kann Jodexnis für sich die Europäisierung, die frühe Einführung der Digitalisierung und das Online-Vertragsmanagement verbuchen, die er einige Jahre vor den großen Versicherungskonzernen initiierte.

## Funktionen
- Stv. Aufsichtsratsvorsitzender WERTGARANTIE SE und der AGILA Haustierversicherung AG von 2002 bis 2023, Albis Leasing AG, Hamburg von 1994 bis 2002, European Warranty Partners SE, Hannover 2009 bis 2016 und AEGIDIUS SE, Hannover seit 2012.[5]
- Ehemaliger Aufsichtsratsvorsitzender Real-Garant Versicherung AG, Neuhausen, VEMA e.G., München, AdVertum Versicherungsmakler AG, Stuttgart und KiNiKi gAG, Stuttgart.
- Mitglied im Aufsichtsrat seit 2006 und Vorsitzender des Aufsichtsrats seit 2017 bei der Hübener Versicherungs AG in Hamburg.[10][11]
- Beirat bei der Simplesurance GmbH in Berlin von 2013 bis 2016.[12]
- Seit 1989 geschäftsführender Gesellschafter der LA ROCA Capital GmbH in Hannover.

## Investor
Als geschäftsführender Gesellschafter leitet Kersten Jodexnis die Geschäfte des Family Offices LA ROCA Capital. Mit über 48 Prozent ist LA ROCA an der Hübener Versicherung in Hamburg beteiligt. Jodexnis ist als Seed- und Co-Investor beziehungsweise als Co-Founder unterwegs und hat unter anderem in Start-ups wie Simplesurance oder Cogitanda investiert und sich auch bei Insurninja eingekauft. Als Business-Angel investierte Kersten Jodexnis außerdem in JimDrive, einem alternativen Automobilclub und in Horse Analytics, eine App für Pferdehalter. Er initiierte darüber hinaus die Förderung von Start-ups in der Versicherungswirtschaft, z. B. die Reiserücktrittsplattform Alcandia und die Maklerplattform Virado, und gründete Clickvers.de. Das Portal für Spezialversicherungen Clickvers.de übernahm im Jahr 2019 die Internetplattform Onlineversicherung.de und insurninja.com. 2020 investiert Kersten Jodexnis mit seinem Family Office LA ROCA Capital eine 7-stellige Summe in das Blockchain-Start-up Gapless / Timeless aus Berlin.

## Rennfahrer
Jodexnis ist seit 1994 passionierter Rennfahrer und fährt mit seinem Porsche 911 seit 25 Jahren Rennen auf dem Nürburgring, ohne auch nur ein Jahr auszulassen. Seit Juni 2022 ist er mit einem neuen Porsche 992 GT3 Cup unterwegs, der von "Chrzanowski Racing" in Langenfeld betreut wird.
Langstreckenrennen sind seine Leidenschaft: Jodexnis nahm mehrfach am 12-Stunden-Rennen von Sebring, am 24-Stunden-Rennen von Le Mans, am 24-Stunden-Rennen von Daytona, dem 24-Stunden-Rennen von Spa-Francorchamps, dem 24-Stunden-Rennen von Dubai, dem 24-Stunden-Rennen von Barcelona und dem 24-Stunden-Rennen auf dem Nürburgring teil.
Dabei kam es im Jahr 2016 mit seinem Porsche 997 zu einem Unfall, der jedoch glimpflich ausging. Der Clickvers-Porsche wird seit 2015 von Chrzanowski-Racing betreut; beziehungsweise eingesetzt. Jodexnis hat bereits 25 Starts bei den 24-Stunden-Rennen am Nürburgring absolviert. Im Jahr 2000 erreichte Kersten Jodexnis den 4. Platz und 2002 den 3. Platz im Gesamtklassement beim 24-Stunden-Rennen auf dem Nürburgring. 2021 gewann er das historische 1.000-km-Rennen auf dem Nürburgring. In der NLS Rennserie wurde er 2021 Klassensieger in der SP7.
Im September 2019 erreichte er mit seinem Team Clickversicherung in seiner Klasse den 2. Platz und insgesamt den 12. Platz beim 24-Stunden-Rennen von Barcelona.

## Mitgliedschaften und gesellschaftliches Engagement
Politisch ist er von 1989 bis heute bei der niedersächsischen FDP als aktiver Förderer engagiert. Er war mehr als zehn Jahre Schatzmeister beim Kestner-Museum in Hannover.